# Національний музей Танзанії
Націона́льний музе́й Танзанії (англ. National Museum of Tanzania) є консорціумом п'яти музеїв Танзанії, метою якого є збереження та показ предметів історії та об'єктів природного середовища Танзанії. 
Консорціум був створений 1934 року на базі Національного музею Дар-ес-Салама губернатором Танганьїки Гарольдом Макмілеєм. Згодом до консорціуму приєдналися ще чотири музеї: музей села в Дар-ес-Саламі, Національний музей природної історії і Музей Арушської декларації в Аруші та Меморіальний музей Джуліуса Ньєрере в Бутіамі.

## Національний музей Дар-ес-Салама
Національний музей Дар-ес-Салама розташований на вулиці Шаббан-Роберті, поруч з ботанічним садом. Заснований 1934 року і відкритий для публіки 1940 року, спочатку був меморіальним музеєм, присвяченим королю Великої Британії Георгу V; один з автомобілів якого все ще знаходиться в експозиції музею. 1963 року музей було розширено, додано ще одну будівлю.
Музей присвячений історії Танзанії. Його найвідоміші експонати включають деякі кістки Парантропа Бойса, які були серед знахідок Луїса Лікі в Олдуваї. У музеї також є великий розділ, присвячений середньовічному місту Кілва-Кісівані. У музеї представлені матеріали, де відображено історію німецького і британського правління в країні. Також тут представлені етнографічні колекції культур танзанійських народів і колекція давньої китайської кераміки.

## Музей села

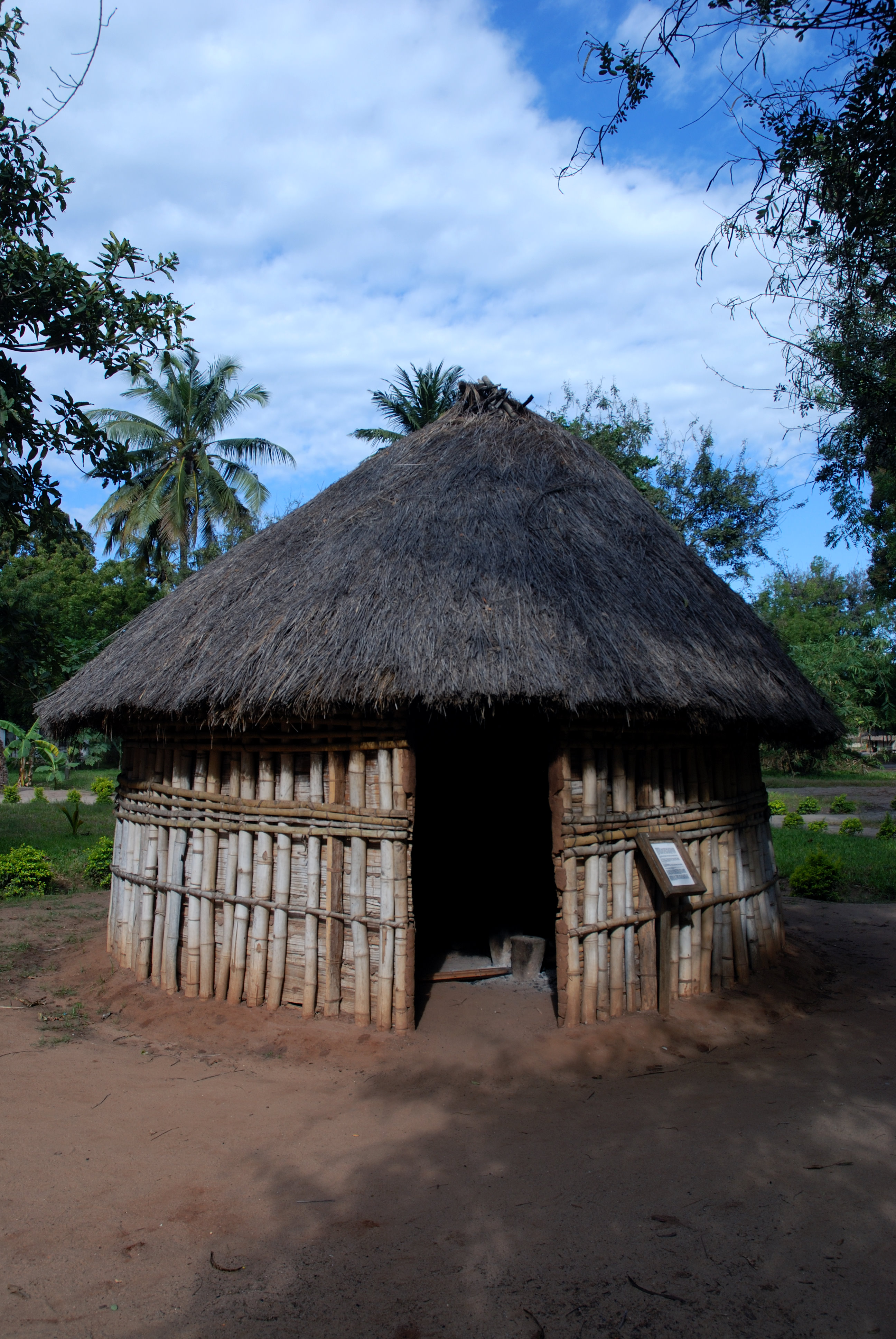
Традиційна хатина в музеї села

Кіджіджі ча Макумбушо, або музей села, заснований 1967 року, етнографічний музей просто неба, розташований на околиці Дар-ес-Салама, по дорозі в Мвенге і Багамойо. У ньому представлені традиційні хатини 16 різних етнічних груп Танзанії. Традиційні музичні і танцювальні шоу проводяться щодня.

## Національний музей природної історії
Національний музей природної історії, відкритий 1987 року, розташований в Аруші, на вулиці Бома. Він має дві постійні експозиції, перша присвячена еволюції людини, друга — ентомології .

## Музей Арушскої декларації
Музей Арушскої декларації, відкритий 1977 року, розташований в Аруші, на вулиці Калолені. У ньому представлені документи, які розповідають про колоніальну історію Танзанії, про боротьбу за незалежність, а також Арушська декларація, в якій перший президент Танзанії Джуліус Ньєрере виклав своє політичне кредо.

## Музей Ньєрере

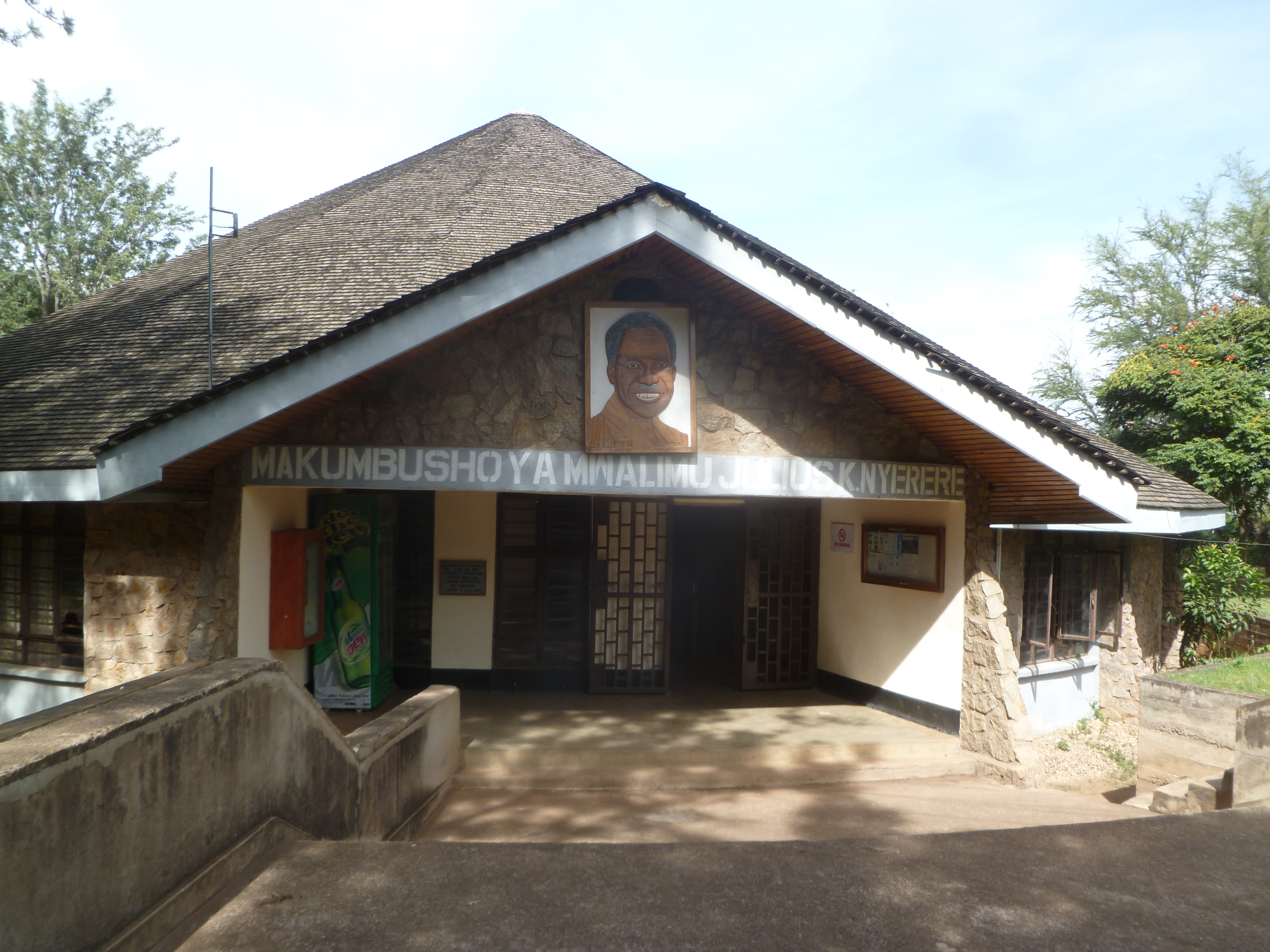
Mузей Ньєрере

Музей Ньєрере був заснований 1999 року. Він розташований в Бутіамі, де народився і був похований перший президент Танзанії Джуліус Ньєрере. У музеї представлені предмети, пов'язані з особистим і політичним життям Ньєрере.